# 23882 Fredcourant
23882 Fredcourant este o planetă minoră (asteroid), cu un diametru de 7,184 km, din centura de asteroizi. A fost descoperită pe 22 septembrie 1998 la observatoire de la Côte d'Azur⁠(d) de OCA-DLR Asteroid Survey⁠(d) și a fost numită după Frédéric Courant⁠(d). 
Obiectul prezintă o orbită caracterizată de o semiaxă mare de 3,0019834 UAi, o excentricitate de 0,15, o înclinație de 10,53827 ° în raport cu ecliptica.